# Coupe d'Asie de football ConIFA 2023
Navigation
2025
La Coupe d'Asie de football ConIFA 2023 est la première édition de la Coupe d'Asie de football ConIFA qui a lieu au Portugal du 4 au 8 août 2023,, un tournoi continental de football pour les États, les minorités, les apatrides et les régions non affiliées à la FIFA organisé par la ConIFA.
Trois équipes participent à cette première compétition, le Tibet,, les Hmong, et les Tamouls.
Tamil Eelam remporte la première Coupe d'Asie de football ConIFA,. Hmong termine à la deuxième place du tournoi. Le Tibet termine à la troisième place de la compétition

## Historique
La sélection du Tibet rencontre le 14e Dalaï-lama Tenzin Gyatso avant de partir à la première Coupe d'Asie de football de la ConIFA,,,. Pour la première fois de son histoire la sélection du Tibet sera représentée par des joueurs venant de 4 continents et de six pays (États-Unis, Canada, France, Suisse, Australie et Inde). Huit joueurs tibétains d'Inde n'ont pas pu se rendre au Portugal pour le tournoi en raison de problèmes de visa,. Îlam tamoul participe à sa première Coupe d'Asie de football ConIFA. Le Hmong FF créer une sélection pour la communauté Hmong et participe à sa première compétition.
Le 4 août 2023, les Tamouls remportent le premier match contre Hmong 3 buts à 0 .
Le 8 août 2023, les Tamouls vont en finale de la Coupe d'Asie de football ConIFA 2023.

### Ville et stade
Le tournoi a eu lieu dans la ville d'Alcochete et tous les matchs sont joués au CGD Stadium Aurelio Pereira.

## Tournoi

### Phase de groupe
| Équipe      | J | V | N | D | BM | BE | DB | Pts |
| ----------- | - | - | - | - | -- | -- | -- | --- |
| Îlam tamoul | 2 | 2 | 0 | 0 | 6  | 1  | +5 | 6   |
| Hmong       | 2 | 1 | 0 | 1 | 5  | 7  | -2 | 3   |
| Tibet       | 2 | 0 | 0 | 2 | 5  | 8  | -3 | 0   |

| 4 août 2023 | Hmong     | 0 – 3 | Îlam tamoul                             | CGD Stadium Aurelio Pereira, Alcochete |
|             |           |       | 15e 53e S. Nirunthan · 17e S. Atchuthan |                                        |
|             | (Rapport) |       |                                         |                                        |

| 5 août 2023 | Hmong                                                                                | 5 – 4                | Tibet                                                                                       | CGD Stadium Aurelio Pereira, Alcochete |  |
|             | Nathan Moua 1re · Ayden Lee 5e (pen.) · Matt Lee 33e 40e (pen.) · Alex Fernandez 36e |                      | 23e Pema Lhundup · 55e (pen.) Pema Norbu · 65e Tenzin Thabkhe · 90+4e (pen.) Tenzin Thardoe |                                        |  |
|             | (Rapport)                                                                            | 90+7e Tsering Phurba |                                                                                             |                                        |  |

| 6 août 2023 | Îlam tamoul                                                | 3 – 1 | Tibet                    | CGD Stadium Aurelio Pereira, Alcochete |  |
|             | S. Nirunthan 4e · U. Senthuran 14e · P. Agashan 66e (pen.) |       | 61e (pen.) Kunphel Sinha |                                        |  |
|             | (Rapport)                                                  |       |                          |                                        |  |

### Finale
| 8 août 2023 | Îlam tamoul                          | 3 – 1          | Hmong        | CGD Stadium Aurelio Pereira, Alcochete |  |
|             | C. Regize 22e 78e · S. Nirunthan 70e |                | 39e Matt Lee |                                        |  |
|             | (Rapport)                            | 78e Kevin Vang |              |                                        |  |

| Champion Coupe d'Asie de football ConIFA 2023 |
| --------------------------------------------- |
| Îlam tamoul Premier titre                     |

## Statistiques, classements et buteurs

### Classement final
| No | Équipe      | J | V | N | D | BM | BE | DB | Pts |
| -- | ----------- | - | - | - | - | -- | -- | -- | --- |
| 1  | Îlam tamoul | 3 | 3 | 0 | 0 | 9  | 2  | +7 | 9   |
| 2  | Hmong       | 3 | 1 | 0 | 2 | 6  | 10 | -4 | 3   |
| 3  | Tibet       | 2 | 0 | 0 | 2 | 5  | 8  | -3 | 0   |

### Classement des buteurs
4 buts      
- S. Nirunthan

3 buts      
- Matt Lee

2 buts    
- S. Atchuthan
- C. Regize

1 but  
- U. Senthuran
- Nathan Moua
- Ayden Lee
- Alex Fernandez
- Pema Lhundup
- Pema Norbu
- Tenzin Thabkhe
- Tenzin Thardoe
- Kunphel Sinha

### Récompenses annexes
| Prix                       | Lauréat      |
| -------------------------- | ------------ |
| Meilleur gardien           | Sunny Vang   |
| Meilleur buteur            | S. Nirunthan |
| Meilleur joueur du tournoi | C. Regize    |
| Meilleur jeune joueur      | Nathan Moua  |
| Fair play                  | Tibet        |